# Tuj (fiume)
Il Tuj (in russo Туй?; chiamato anche Большой Туй, Bol'šoj Tuj "Grande Tuj") è un fiume della Russia siberiana, affluente di destra del fiume Irtyš (bacino idrografico dell'Ob'). Scorre nei rajon Tevrizskij e  Tarskij dell'Oblast' di Omsk.

## Descrizione
Il Tuj ha origine dall'estrema parte nord-ovest della pianura di Vasjugan e mantiene una direzione per lo più ovest/sud-ovest fino a confluire nell'Irtyš. Il fiume ha una lunghezza di 507 km e il suo bacino è di 4 890 km². La sua portata media, a 61 km dalla foce, è di 31,27 m³/s.